# Msza Pojednania

Znak pokoju przekazany przez premiera Tadeusza Mazowieckiego i kanclerza Kohl w trakcie Mszy Pojednania

Msza Pojednania – polsko-niemiecka msza w Krzyżowej, zainicjowana i celebrowana przez biskupa opolskiego Alfonsa Nossola 12 listopada 1989, w której udział wziął premier Polski Tadeusz Mazowiecki oraz kanclerz Niemiec Helmut Kohl.  W czasie przekazania znaku pokoju szefowie obu rządów objęli się, co uznano za symboliczny początek nowego rozdziału i współpracy między obydwoma krajami. Mszę koncelebrowali wrocławski biskup pomocniczy Tadeusz Rybak oraz proboszcz z Grodziszcza Bolesław Kałuża. Przy ołtarzu znajdowali się ponadto Adalbert Kurzeja (opat klasztoru benedyktynów Maria Laach) i Paul Bocklet (dyrektor Biura Biskupów Niemieckich przy rządzie federalnym), dwaj przedstawiciele Kościoła ewangelickiego: biskup Heinz-Georg Binder i prałat Bocklet, którzy byli członkami delegacji niemieckiej, oraz Waldemar Pytel, pastor ewangelickiego Kościoła Pokoju w Świdnicy. 
Msza w Krzyżowej rozpoczęła się o 10.30. Dla wszystkich obecnych związana była z wielkimi oczekiwaniami i znaczną niepewnością, ponieważ miała być zarówno uroczystością religijną, jak i aktem politycznym. Polskie media określały ją najpierw jako polsko-niemiecką mszę polową. Program uroczystości mówił natomiast o »Mszy Pojednania« – »Messe um Aussöhnung«, w ten sposób utrwalił powszechnie później używane określenie. Dla Kohla i Mazowieckiego wspólna msza była czymś więcej niż tylko symbolicznym punktem kulminacyjnym wizyty państwowej.  
Szczególnym momentem Mszy Pojednania był znak pokoju, który przekazali sobie Tadeusz Mazowiecki i Helmut Kohl. Miał on wielorakie znaczenie symboliczne. Po pierwsze, był religijnym gestem dwóch chrześcijan, należącym do liturgii mszy świętej. Zarazem jednak był to gest polskiego premiera i niemieckiego kanclerza, dwóch szefów rządów, znak wzajemnego zrozumienia w obliczu wspólnej, pełnej konfliktów historii. Dawał też możliwość wielu innych interpretacji. Przez ówczesnych obserwatorów został bardzo różnie odczytany i bynajmniej nie spotkał się wówczas z jednomyślną aprobatą. Dopiero z czasem nabrał znaczenia politycznego. Określenie mszy w Krzyżowej 12 listopada 1989 roku mianem Mszy Pojednania zapisało się w zbiorowej pamięci, a znak pokoju przekazany sobie wówczas przez premiera Mazowieckiego i kanclerza Kohla urósł do rangi symbolu pojednania i nowego początku w dialogu polsko-niemieckim po 1989 roku.  
Cała wizyta kanclerza miała także przełożenie na konkretne działania – podpisano 11 dwustronnych umów oraz wydano Wspólne oświadczenie, które było najobszerniejszą deklaracją polityczną od 1970 roku.